# FN FNC突擊步槍
FN FNC（Fabrique Nationale Carabine）是由比利時Fabrique Nationale de Herstal（FN公司）在1970年代中期生產的突擊步槍，為FN將FN CAL的設計改進而成。

## 發展

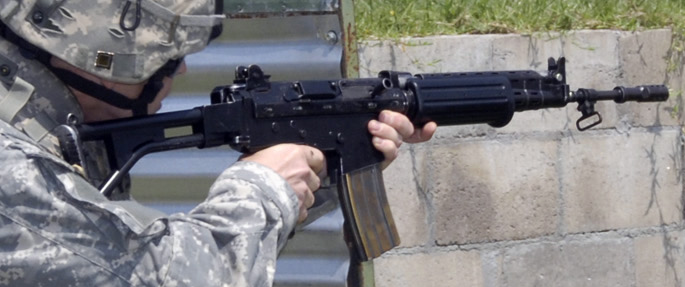
美國陸軍士兵試射FNC

該步槍是在1975–1977年北約制式化測試期間所開發，其設計是源自“FNC 76”原型槍，而該原型槍則是從商業上不成功的FN CAL突擊步槍發展而成 。由於開發過程過於急速，該原型槍在北約的武器招標當中很快便被淘汰出來。後來於1981–1982年被瑞典國防軍測試時運用了改進過的原型槍，並成功的證明了該設計的性能和實用性，令瑞典軍方和比利時地面部隊的高層大為驚訝 。比利時國防軍於1989年正式採納FNC為制式步槍，並用作替換服役多年的7.62毫米口徑FN FAL自動步槍 。
印尼於1982年購入了10,000枝FNC步槍裝備印尼空軍，並隨即向FN原廠取得生產權於當地授權生產，以供應給印尼軍隊使用。這些步槍由一家叫PT Pindad的印尼公司生產，並被命名為“Pindad SS1”和“Pindad SS2突擊步槍”。一款被改良自適應北極環境的FNC改型亦於1986年被瑞典國防軍定為制式步槍（命名為Ak 5），並成功出口到少數國家。

## 設計

### 作動機制

FNC是一種擊發調變式突擊步槍，它以長行程活塞導氣式和轉拴式槍機的原理運作，跟AK系列步槍的機制相似，並採用了更先進的設計原素和生產模式。其拉機柄後面有一塊以彈簧操作的防麈蓋，在射擊時會自動打開以進行拋殼，射擊後槍機復位的時候則會自動關上 。

### 特徵

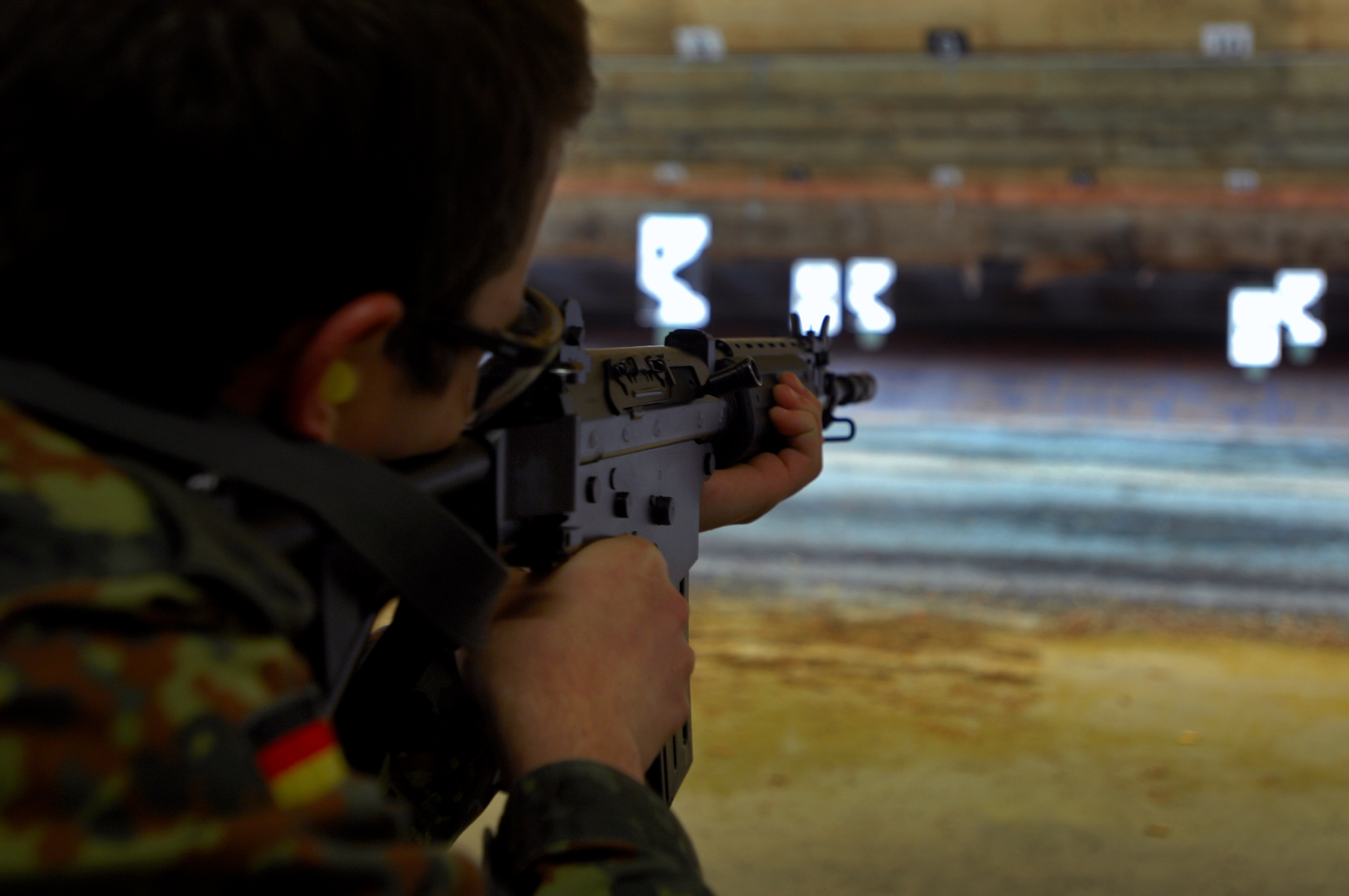
德國聯邦國防軍士兵試射FNC

該槍的彈簧抽殼器位於槍栓裡面，拋殼器則是固定的，並鉚接在機匣殼裡面。FNC有著一個兩段式的氣閥，擊鎚式發射機制以及一個快慢機，它具有“保險”（S）、“單發”（1）、“三發點放”（3）和“全自動”（A）四個模式。
FNC的槍管裝有一個消焰器，它亦可用於發射北約制式22毫米槍榴彈（只有標準型步槍能發射）。其導氣管當中含有一個氣閥以用於隔離氣動系統，並增大推進力，以讓其能夠發射槍榴彈。金屬製的氣閥開關被拉直後便能充當一個V形槽照準器，以用於槍榴彈的瞄準。活塞頭和延伸部分，以及氣密管，槍管孔和膛室均鍍有硬鉻，以最大限度地減少推進劑結垢的影響。
該槍以一個30發容量的鋼製STANAG彈匣供彈，它沒有無彈後定功能，在最後一發子彈打完後槍機不會保持開放。然而射手卻能夠手動把槍機鎖定。FNC的彈匣能夠用於AR-15和M16式槍械，然而在使用期間會沒有空倉掛機功能 。
其以塑料塗層和輕合金製成的骨架式摺疊槍托摺向機匣的右邊。另有合成材料製成的固定式槍托可選。
上機匣以沖壓鋼製成，而下機匣連彈匣插口則是由鋁合金製成。

### 照準器
FNC的瞄具為一個摺疊式L型可調式照門，它能夠由250米調整到最大400米以修正偏差。而前準星則可調整高度。用戶可透過在機匣頂部裝上適配器來對應各種瞄準鏡。

### 配件
連槍提供的配件包括：一把刺刀和一條槍帶。步槍能夠裝上兩腳架和空包彈適配器。

### 型號
- M 2000—標準型，槍管纏距178毫米，發射SS109彈
- M 6000—短槍管型，槍管纏距為305毫米，發射M193彈
- M 6040—警用型，槍管纏距為305毫米，發射M193彈
- M 7000—短槍管型，槍管纏距178毫米，發射SS109彈
- M 7030—執法部門專用型，槍管纏距178毫米，發射SS109彈

### 瑞典
瑞典國防軍的制式步槍為一款由博福斯軍械推出的FNC 2000型現代版本，它沒有三發點放模式。在經過多番測試和改良後該步槍於1986年以“Ak 5”的名義被瑞典軍方所採用，取代了7.62毫米口徑的Ak 4自動步槍（為HK G3自動步槍的瑞典仿製版本）。博福斯更推出了數種衍生型，它們包括：“Ak 5B”（裝上4倍SUSAT光學瞄準鏡，沒有機械瞄具） 、“Ak 5C”（一種能夠裝上各種戰術配件的模組化版本）和“Ak 5D”（一種為車輛人員和遊騎兵設計的緊湊版本）。

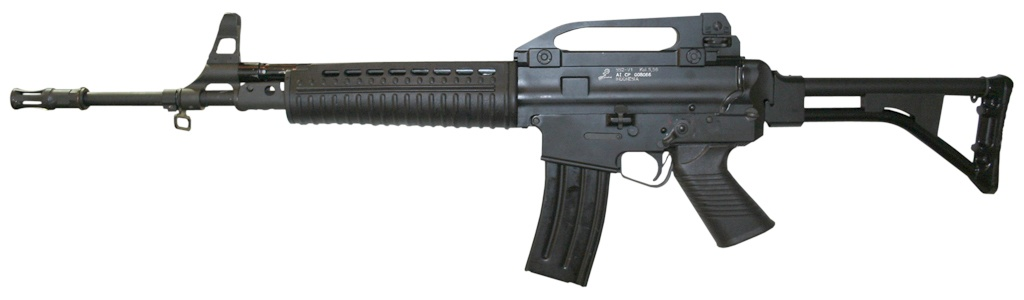
Pindad SS2-V1為印尼最新的FNC改良型

### 印尼
印尼版本的FNC為授權生產的“Pindad SS1”，並改裝至適應叢林環境，該槍目前為印尼軍隊的制式步槍。“Pindad SS2”為一種新的改良版本，自2006年起開始被用於取代在軍隊和警察服役的SS1步槍。

## 使用國
- 阿根廷
- 比利时
- 柬埔寨
- 中华人民共和国

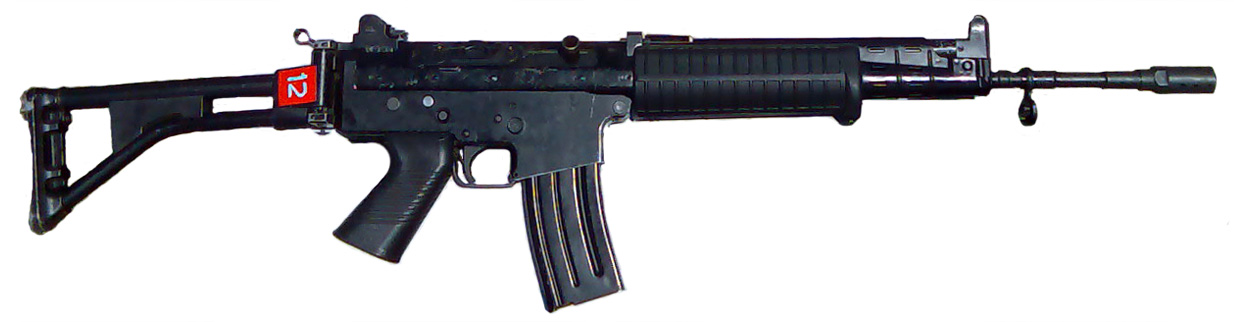
SS-1

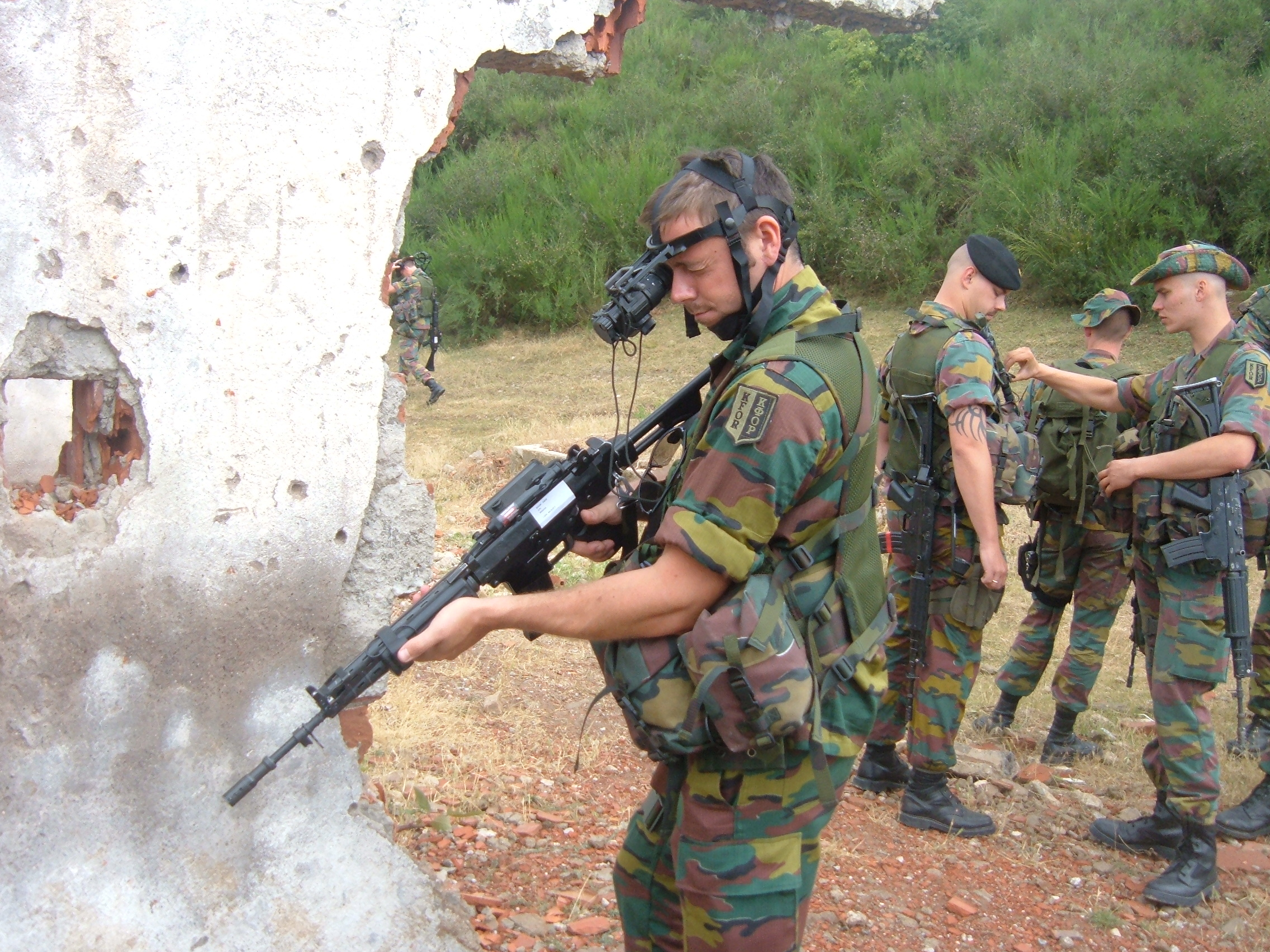
比利時士兵與FNC

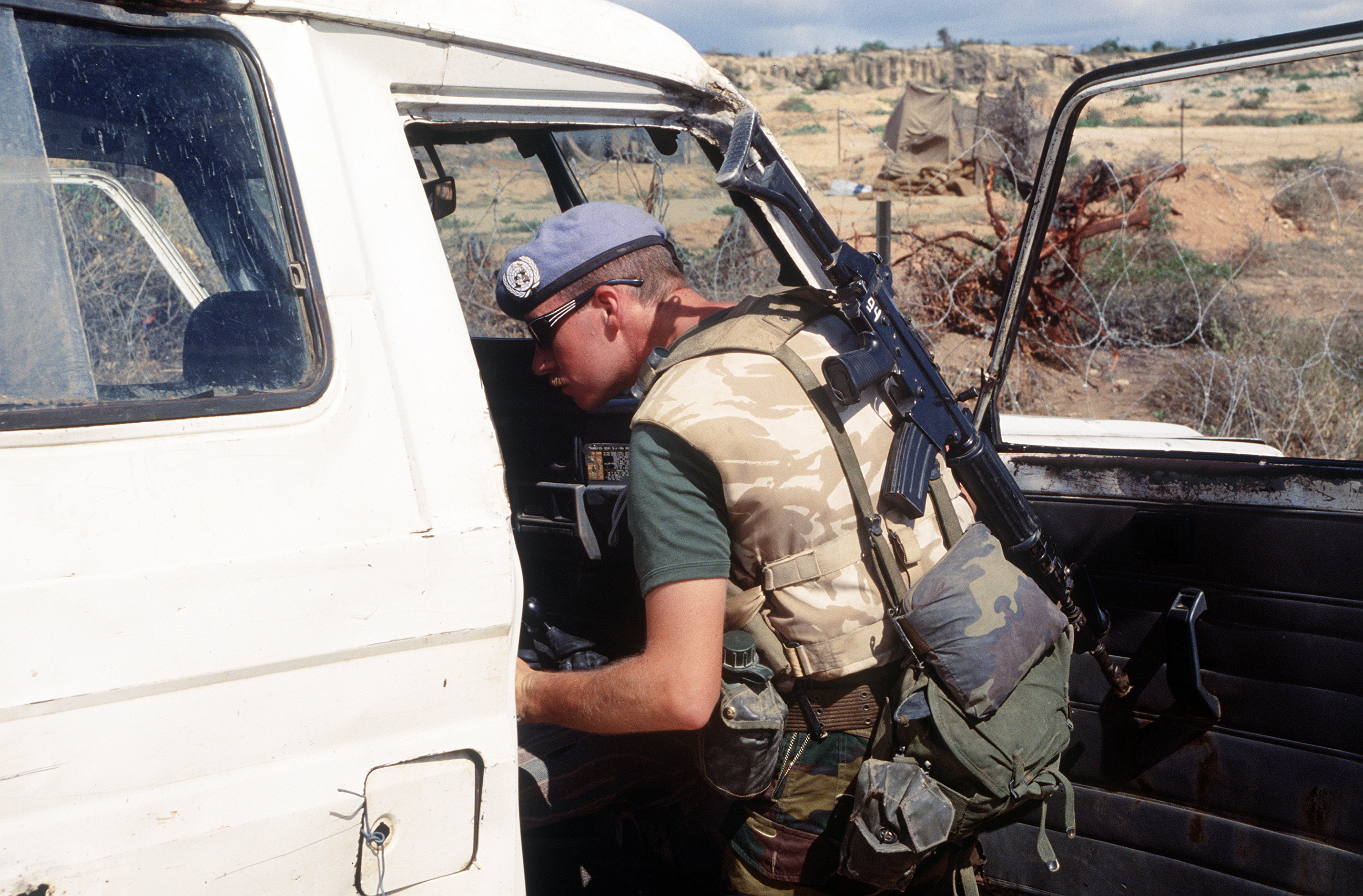
1993年於索馬里執行維和任務的比利時士兵

  - 中國人民武裝警察部隊特種警察學院：曾少量採用，現已普遍被95式自動步槍所取代。[6]
- 刚果民主共和国
- 东帝汶
- 薩爾瓦多
- 印度尼西亞：Pindad SS1
- 義大利
- 拉脫維亞
- 黎巴嫩
- 墨西哥
- 蒙古国
- 摩洛哥
- 奈及利亞
- 羅馬尼亞
- 斯里蘭卡
- 瑞典：Bofors Ak 5（包括衍生型）
- 乌克兰：2022年俄羅斯入侵烏克蘭期間獲比利時軍援。
- 阿联酋
- 委內瑞拉
- 越南[7]

## 流行文化

### 電影
- 1995年—：型號為FN FNC-80，由文森特·漢納警督（艾爾·帕西諾飾演）用於與劫匪槍戰，只使用半自動模式。
- 2008年—：由其中一名敵方守衛所使用。

### 電子遊戲
- 2007年—：型號為FN FNC，命名為「FN FNC」。奇怪地在第一人稱視角的武器模組採用鏡像佈局（右手持槍時拉機柄和拋殼口位於左邊）。
- 2008年—《戰地之王》：型號為FN FNC，為步槍兵使用槍種。在商城以歐元作為販賣。
- 2016年—《少女前線》：為三星步槍人形，透過工廠製造或戰場掉落取得。

### 動漫
- 2006年—：由男主角約拿（ヨナ，Jonah，聲：田村睦心）所使用。第二季換裝Magpul Masada後不再使用。
- 2012年—《槍械少女！！》：屬於槍械擬人化，女主角之一。暱稱為“芬子”。

## 另見
- FN FAL自動步槍
- FN CAL突擊步槍
- CETME L型突擊步槍
- SIG SG 540突擊步槍
- Ak 5突擊步槍
- Pindad SS1突擊步槍
- M16突擊步槍
- FN F2000突擊步槍
- 各國軍隊制式步槍列表

## 外部連結
- （英文）-Modern Firearms-FN FNC
- （中文）-槍炮世界—FN FNC （页面存档备份，存于）